# فيلبس ايفنت
فيليبس ايفنت هي شركة مقرها في إنجلترا تقوم بتصنيع رضاعات الأطفال وغيرها من مستلزمات تغذية الأطفال والصحة. جاء ايفنت من العلامة التجارية الفرعية ايفنت ناشيورالي التي أطلقتها شركة تدعى كانون ربر والتي تأسست عام 1936. أنشئت العلامة التجارية في عام 1984 لإطلاق نوع جديد من رضاعات الأطفال القصيرة. كانت ايفنت أول شركة لتغذية الأطفال تنتج حليبًا من السيليكون عديم الرائحة والمذاق بالإضافة إلى ابتكارات أخرى حاصلة على براءة اختراع مثل جهاز التعقيم بالبخار والميكروويف ومضخة الثدي الخالية من المكبس. في عام 2005 اشترت شركة شارهاوس فينتر كابيتال الشركة، التي كانت تعرف آنذاك باسم كانون ايفنت من عائلة اتكين (مالكي الجيل الثاني). ثم باعوها في عام 2006 إلى شركة فيليبس وأصبحت شركة فيليبس ايفنت شركة محلية رئيسية مقرها في جلامس فورد، سوفولك.